# إيريك وولفسن
إيريك وولفسن (Eric Woolfson)؛ (18 مارس 1945 - 2 ديسمبر 2009)، مغني وملحن وشاعر ومنتج وعازف بيانو اسكتلندي.

## روابط خارجية
- إيريك وولفسن على موقع IMDb (الإنجليزية)
- إيريك وولفسن على موقع ميوزك برينز (الإنجليزية)
- إيريك وولفسن على موقع إن إن دي بي (الإنجليزية)
- إيريك وولفسن على موقع أول ميوزيك (الإنجليزية)
- إيريك وولفسن على موقع ديسكوغز (الإنجليزية)